# Amelia Mathilda Hull
Amelia Mathilda Hull, född 1812, död 1884, var en brittisk sångförfattare. Hon finns representerad i frikyrkliga psalmböcker, bland annat Frälsningsarméns sångbok 1990 (FA) med två verk (nr 334 text och nr 775 musik). 

## Psalmer
- En blick på den korsfäste livet dig ger (FA nr 334, Psalmer och Sånger nr 602, Hemlandssånger 1891 nr 256) diktad 1860 och i översättning av Erik Nyström. Finns på Wikisource.
- En blick uti tron på det dyra Guds Lamm (SMF 1920 nr 225) översättning av Erik Nyström
- Välsigna mig, välsigna mig, välsigna mig just nu (FA nr 775) tonsatt